# رامون كاسترو روز
رامون كاسترو روز (بالإسبانية: Ramón Eusebio Castro Ruz)‏ هو فلاح كوبي، ولد في 14 أكتوبر 1924 في Birán ‏ في كوبا، وتوفي في 23 فبراير 2016 في هافانا في كوبا.